# Acanthostega
Az Acanthostega kihalt négylábú nemzetség, egyike az első gerinceseknek, amelyeknek felismerhető végtagjai voltak.
A késő devon famenni korszakában jelent meg, mintegy 365 millió évvel ezelőtt. Anatómiailag átmenetet képezett a bojtosúszójú halak és az első szárazföldi életmódra képes négylábúak között.

## Leírása

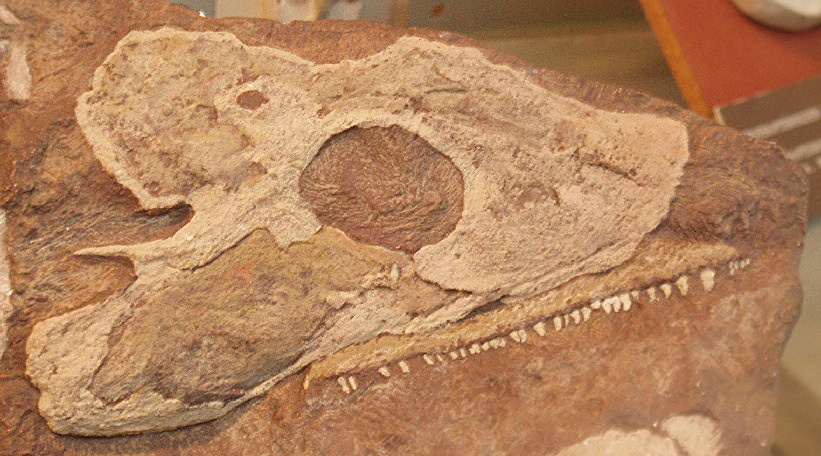
Acanthostega gunnari koponyája.

Hossza mintegy 60 centiméter lehetett. Fosszíliái folyóüledékekből kerültek elő.
Mindkét első végtagján nyolc, a hátsókon legalább nyolc ujja volt, amelyeket hártya kötött össze. Nem volt csuklója és általában kevéssé alkalmazkodott a szárazföldre való kijáráshoz. Válla, első végtagja erősen halszerű volt. Hosszú, uszonnyal ellátott farka volt.
Első végtagjai nem hajlottak könyökben, ezért nem tudta súlyt cipelő pozícióba állítani őket, sokkal alkalmasabbak voltak az evezésre vagy a vízinövények megragadására. Tüdeje volt, a bordái azonban túl rövidek voltak ahhoz, hogy a vízen kívül megtartsák a mellüreget. Ugyanakkor volt kopoltyújuk is, amelyek a halakéhoz hasonlóan fedettek voltak, nem úgy, mint a szinte teljesen vízi életmódhoz szokott mai kétéltűek némelyikének külső kopoltyúja.
Mindezek miatt, a paleontológusok úgy vélik, sekély, vízinövények beszőtte mocsarakban élhetett és a lábai más okból fejlődtek ki, nem azért, hogy a szárazföldön járjon velük. Jennifer A. Clack interpretációja szerint az Acanthostega elsődlegesen vízi élőlény volt, halaktól származott, amelyek soha nem hagyták el a vizet, és a négylábúak a vízben fejlesztettek ki olyan tulajdonságokat, amelyek később a szárazföldi életben hasznosnak bizonyultak, nem pedig úgy, hogy kikúsztak a partra és így fejlődtek ki a lábaik, ahogyan azt korábban gondolták.
Ez volt az az időszak, amikor nagy tömegben megjelentek a lombhullató növények és a sekély, oxigénszegény vizekbe hulló lomb olyan élőhelyeket hozott létre, amelyben a nagyobb halak már nem boldogultak.

## Felfedezése
Fosszíliái jól megőrződtek. A fosszíliát, amelynek alapján felismerték a nem jelentőségét, Jennifer A. Clack találta Grönland keleti részében 1987-ben. (A koponya egyes darabjait már 1933-ban megtalálta Gunnar Säve-Söderbergh és Erik Jarvik.)

## Rokon fajok

A gerincesek késő devon idején történt specializálódása folyamán a pelagikus bojtosúszójú halak, mint az Eusthenopteron több különböző környezethez adaptálódtak:
- A Panderichthys a sáros, sekély vizekhez
- A Tiktaalikot végtagszerű uszonyai kivihették a szárazföldre
- A korai négylábúak a növényzet benőtte mocsarakban, mint:
- az Acanthostega
- vagy a végtagokkal rendelkező Ichthyostega
- A leszármazottak közé tartoznak az olyan bojtosúszós halak, mint a Cœlacanthus fajok

- A Panderichthys a sáros, sekély vizekhez
- A Tiktaalikot végtagszerű uszonyai kivihették a szárazföldre
- A korai négylábúak a növényzet benőtte mocsarakban, mint:  - az Acanthostega
  - vagy a végtagokkal rendelkező Ichthyostega
- A leszármazottak közé tartoznak az olyan bojtosúszós halak, mint a Cœlacanthus fajok